# Joselito
José Jiménez Fernández, mais conhecido por Joselito, (Beas de Segura, Xaém, 11 de Fevereiro de 1943) é um ator e cantor espanhol que teve seu apogeu quando criança, sendo uma das mais famosas vozes infantis do século XX.

## Carreira infantil
Protagonizou alguns filmes musicais bastante populares na década de 1950. Sua voz infantil era privilegiada para emissão de sons agudos prolongados.
Gravou diversos discos com Libertad Lamarque.
É contemporâneo de Marisol, fenômeno idêntico do Cinema espanhol, com quem atuou em canções e filmes infanto-juvenis. Quando adulto, devido às mudanças na sua voz e sucessivos fracassos, terminou como empresário do ramo.

## Vida atual
Teve vida atribulada, tendo sido acusado pela imprensa espanhola de trabalhar como mercenário em África, ao qual posteriormente o negou, tendo explicado em diversos meios de comunicação na altura as verdadeiras razões para o equívoco. Em 1990, foi detido pela polícia angolana por tráfico de drogas e armas, sempre alegando inocência, pois seria apenas caçador e colecionador. Foi condenado a  cinco anos em Espanha, tendo apenas cumprindo dois, por boa conduta.
Ao ser libertado, retomou a carreira de cantor  interpretando  baladas românticas. Apareceu no programa da TVE "Cine de Barrio", no dia 16 de dezembro de 2006, e em 2008 participou no reality show Supervivientes, do Telecinco, permanecendo no programa por duas semanas.

## Filmografia
- El pequeño ruiseñor ' (1956)
- Saeta del ruiseñor (1957)
- El ruiseñor de las cumbres (O rouxinol das montanhas)(1958)
- Las Aventuras de Joselito y Pulgarcito (1959)
- Escucha mi canción (Escuta minha canção)(1958)
- El pequeño coronel (1959)
- Aventuras de Joselito en América (1960)
- Bello recuerdo (1961)
- Los dos golfillos (1961)
- El caballo blanco (1962)
- El secreto de Tomy (1963)
- Loca juventud (1965)
- La vida nueva de Pedrito de Andía (1965)
- El falso heredero (1966)
- Prisionero en la ciudad (1969)
- El Irreal Madrid (1969)
- Spanish Movie (Participación) (2009)
- Torrente 4 (2011)